# 弾丸銀河団
弾丸銀河団（だんがんぎんがだん、Bullet Cluster）は、小さな銀河団と大きな銀河団が衝突し、強いX線を放つりゅうこつ座にある銀河団である。 1E 0657-56（または 1E 0657-558）とも表される。 この衝突によって銀河団は弧状の衝撃波面を持つ2億度の高温ガスを有している。 2004年から2006年にこの衝突銀河団の観測によって暗黒物質の存在に対する新たな証拠が提示されたことで知られる。

## 概要

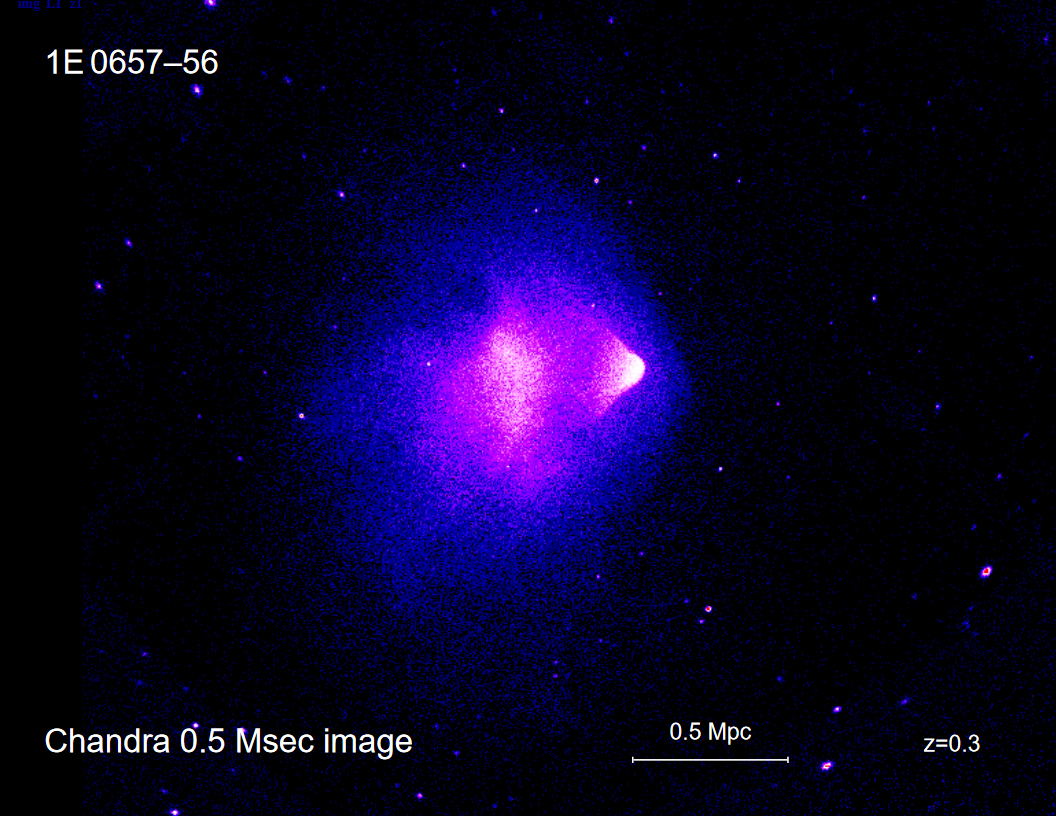
X線天文衛星チャンドラで見た弾丸銀河団。 弾丸銀河団の中のX線を放つプラズマのガス雲の位置を示す。 小さな銀河団が大きな銀河団を貫いて右側へ突き抜けた姿である。 それぞれのガス雲は取り残されて高温になっている。

1970–80年代、X線天文衛星により作成されたカタログでX線源 1E 0657-56 と命名されていたこの天体は、1990年代に詳しく調査され、銀河系からおよそ40億光年（赤方偏移 z = 0.296）の距離にある高温のガス雲をもつ銀河団だと判明した。 銀河団は巨大な輝く衝撃波の弧を有しており、X線望遠鏡では2つの部分にピークが分離したプラズマのガス雲が認められる。
こうした銀河団の様子は、大きな銀河団の中心部へ 1/10 ほどの大きさの小さな銀河団が高速で貫くように通過したところだと考えられ、双方が通り抜ける相対速度は4500キロメートル毎秒 (km/s) と見積もられている。 この衝突により、構成銀河の星間物質は「ラム圧による剥ぎとり」(ram-pressure stripping) によって剥ぎとられ、一部は2億度以上の高温にまで熱せられている。 しかし、こうした速度も銀河団の衝突では特に珍しいものではないとされる。
弾丸銀河団という名前は、小さな銀河団が高速で大きな銀河団の中心部をまさに弾丸のように貫いている姿から与えられた。 実際、小さな銀河団に属していた一方のガス雲はもう一方を通り抜けた楔か弾丸のような三角形をしている。 この「弾丸」ガス雲はすでに1–2億年前に大きな銀河団の中心部を貫き、両者の間の距離は100–200万光年ほどある。 また、可視光の画像を重ねると両方の銀河団の銀河はこれら2つのガス雲を置きざりにしてそれらの両側にまで進んでいるのがわかる。

## 暗黒物質の確認

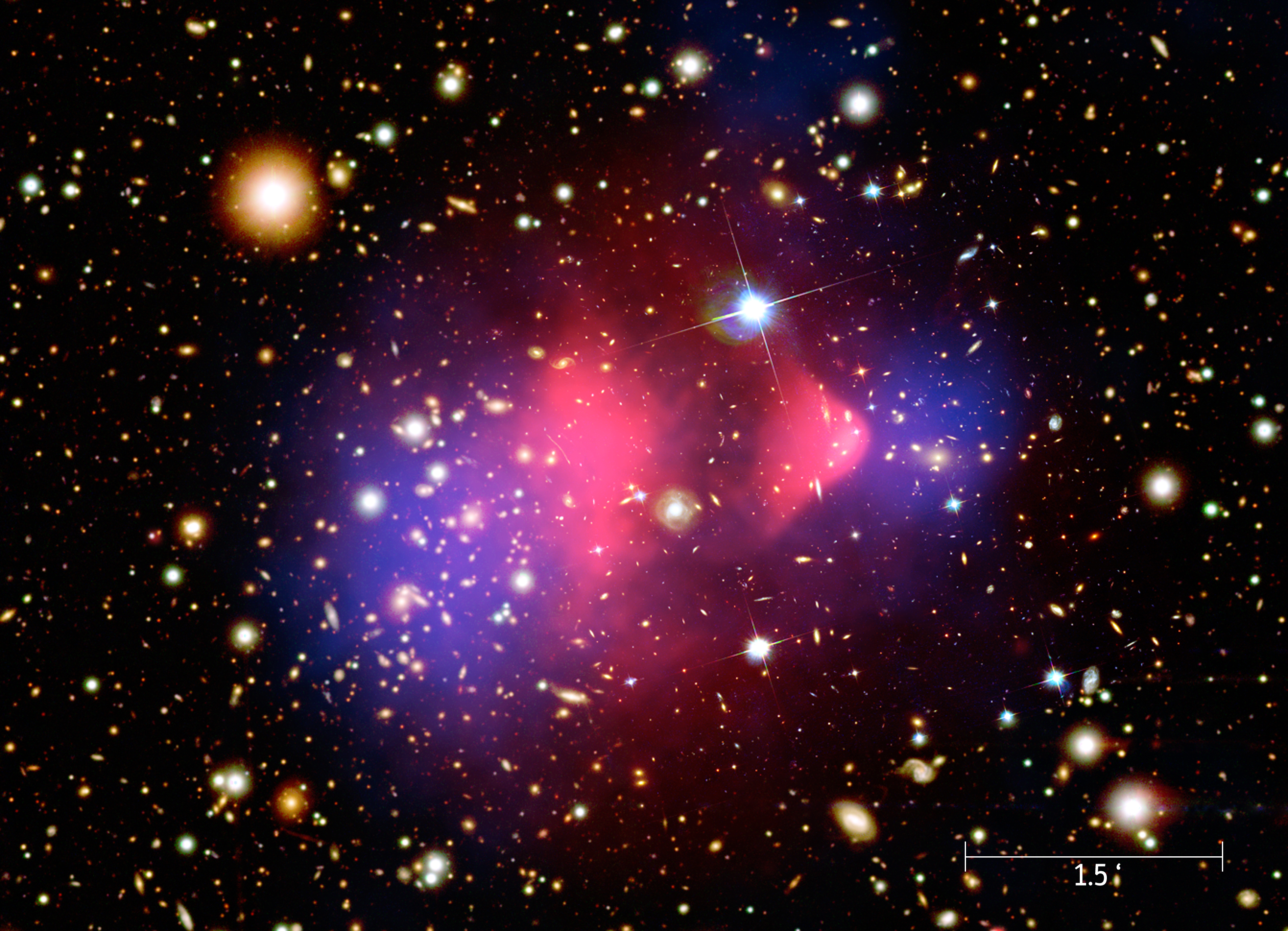
望遠鏡で撮影した銀河団の像に、X線の像（赤）と重力レンズから推定された質量分布（青）を書き加えたもの（疑似カラー）。X線を放つガスは、2つに分かれた銀河団の間にあるが、質量分布は銀河団の銀河の位置と一致する。このことは暗黒物質の存在を示す直接的証拠となった。

この弾丸銀河団のガスの分布と質量の分布を詳しく調べることによって、直接見ることができないためその存在について議論のあった暗黒物質に関する新たな手掛かりが得られた。 もともと暗黒物質が存在するという仮定は銀河の回転曲線問題に対処するために始まったものだった。 すなわち暗黒物質のような未知の質量を仮定しなければ、ニュートン力学（ないし一般相対性理論）と観測可能な銀河の質量分布とからでは実際の銀河の回転速度が説明できない。 この暗黒物質は例えば一般の銀河団ガスの高い温度も説明し、現在では多くの支持を得ている。 一方で、暗黒物質の存在を仮定せず、重力の相互作用が銀河スケールで我々の知るものとは違っているのだとする修正ニュートン力学 (MOND) に代表される対案も提出された。
暗黒物質を仮定してもそれが銀河を広く覆っている限り、この2つの理論は少なくとも銀河に対してほぼ同様の帰結をもたらす。 我々の重力に対する理解は不完全で暗黒物質は幻想に過ぎないのか、それとも未知の暗黒物質が重力の領域を支配しているのか、それをはっきりとさせるには、暗黒物質か暗黒物質以外の物質かどちらかが通常いる場所から追い出されているような例を探し出すことが望まれた。 弾丸銀河団はまさにこの要請に応えるものであった。 衝突する銀河団では、バリオンのような一般の星間物質が重力以外の力で大きな抵抗を受けるのに対し、重力でしか相互作用しないと考えられている暗黒物質は銀河の星とともにあまり抵抗を受けずに通り抜ける。 銀河では星の質量より星間物質の方がはるかに重いと考えられ、暗黒物質がもともと存在しないのだとすれば、衝突銀河団では全体の質量の分布は抵抗を受けて取り残されるガスの方へと移動するはずである。 
重力レンズ効果の測定技術が急速に発展したことを受けて、2004年以降、ダグラス・クロウらの研究グループが、この考えに基づき暗黒物質を捉える試みを行った。クロウらはX線天文衛星チャンドラでガスの分布を観測するとともに、可視光によって銀河団背後の銀河の光を観測し、弱い重力レンズの効果から推定される銀河団の質量分布を逆算した。 その結果、小さな方の銀河集団と大きな方の銀河集団それぞれに対応する質量の中心は、可視光で観測される2つの銀河集団のそれぞれの位置の方に誤差の範囲で一致し、ガス雲の位置とは異なっていた。 このことから力学法則がどうであれ、そこにガスとは異なる観測できない質量があり、暗黒物質の存在を従来よりも直接に裏付けるものと結論付けられた。
その後類似の例は、くじら座にある別の衝突銀河団 MACS J0025.4-1222 (w:MACS J0025.4-1222) でも見出された。 一方で、さらに別の衝突銀河団 Abell 520 (w:Abell 520) の観測からは、通常物質とは異なる位置に質量の集中が見つかっており、弾丸銀河団とは異なる様相を示す結果も見出されている 。